# Langue des signes gambienne
La langue des signes gambienne, est la langue des signes utilisée par les personnes sourdes et leurs proches en Gambie. C'est une variante de la langue des signes américaine utilisée dans les écoles pour sourds en Gambie. Comme dans la plupart des pays d'Afrique occidentale, les premières écoles pour sourds furent fondées par le missionnaire américain Andrew Foster ou ses élèves.